# Saint-Benoît-sur-Loire
Saint-Benoît-sur-Loire és un municipi francès, situat al departament del Loiret i a la regió de Centre – Vall del Loira. L'any 2007 tenia 1.985 habitants.

## Demografia

### Població
El 2007 la població de fet de Saint-Benoît-sur-Loire era de 1.985 persones. Hi havia 790 famílies, de les quals 226 eren unipersonals (91 homes vivint sols i 135 dones vivint soles), 274 parelles sense fills, 254 parelles amb fills i 36 famílies monoparentals amb fills.
La població ha evolucionat segons el següent gràfic:
Habitants censats

### Habitatges
El 2007 hi havia 941 habitatges, 798 eren l'habitatge principal de la família, 94 eren segones residències i 49 estaven desocupats. 883 eren cases i 53 eren apartaments. Dels 798 habitatges principals, 601 estaven ocupats pels seus propietaris, 181 estaven llogats i ocupats pels llogaters i 16 estaven cedits a títol gratuït; 3 tenien una cambra, 52 en tenien dues, 160 en tenien tres, 225 en tenien quatre i 358 en tenien cinc o més. 610 habitatges disposaven pel capbaix d'una plaça de pàrquing. A 361 habitatges hi havia un automòbil i a 369 n'hi havia dos o més.

### Piràmide de població
La piràmide de població per edats i sexe el 2009 era:
| Homes | Edats   | Dones |
| ----- | ------- | ----- |
| 4     | 95 o +  | 20    |
| 8     | 90 a 94 | 20    |
| 12    | 85 a 89 | 40    |
| 20    | 80 a 84 | 28    |
| 52    | 75 a 79 | 44    |
| 52    | 70 a 74 | 48    |
| 44    | 65 a 69 | 52    |
| 56    | 60 a 64 | 80    |
| 40    | 55 a 59 | 28    |
| 64    | 50 a 54 | 68    |
| 80    | 45 a 49 | 76    |
| 76    | 40 a 44 | 56    |
| 48    | 35 a 39 | 52    |
| 56    | 30 a 34 | 56    |
| 60    | 25 a 29 | 64    |
| 44    | 20 a 24 | 40    |
| 60    | 15 a 19 | 60    |
| 52    | 10 a 14 | 44    |
| 44    | 5 a 9   | 64    |
| 48    | 0 a 4   | 28    |

## Economia
El 2007 la població en edat de treballar era de 1.169 persones, 874 eren actives i 295 eren inactives. De les 874 persones actives 812 estaven ocupades (435 homes i 377 dones) i 62 estaven aturades (28 homes i 34 dones). De les 295 persones inactives 123 estaven jubilades, 64 estaven estudiant i 108 estaven classificades com a «altres inactius».

### Ingressos
El 2009 a Saint-Benoît-sur-Loire hi havia 819 unitats fiscals que integraven 1.968,5 persones, la mediana anual d'ingressos fiscals per persona era de 19.183 €.

### Activitats econòmiques
Dels 90 establiments que hi havia el 2007, 7 eren d'empreses alimentàries, 1 d'una empresa de fabricació de material elèctric, 7 d'empreses de fabricació d'altres productes industrials, 16 d'empreses de construcció, 13 d'empreses de comerç i reparació d'automòbils, 5 d'empreses de transport, 4 d'empreses d'hostatgeria i restauració, 2 d'empreses d'informació i comunicació, 9 d'empreses financeres, 1 d'una empresa immobiliària, 8 d'empreses de serveis, 10 d'entitats de l'administració pública i 7 d'empreses classificades com a «altres activitats de serveis».
Dels 23 establiments de servei als particulars que hi havia el 2009, 1 era una oficina de correu, 1 una oficina bancària, 2 tallers de reparació d'automòbils i de material agrícola, 3 paletes, 2 guixaires pintors, 1 fusteria, 4 lampisteries, 2 electricistes, 3 empreses de construcció, 3 perruqueries i 1 saló de bellesa.
Dels 6 establiments comercials que hi havia el 2009, 2 eren botiges de menys de 120 m², 2 fleques, 1 una fleca i 1 una botiga de roba.
L'any 2000 a Saint-Benoît-sur-Loire hi havia 32 explotacions agrícoles que ocupaven un total de 1.764 hectàrees.

## Equipaments sanitaris i escolars
L'únic equipament sanitari que hi havia el 2009 era una farmàcia.
El 2009 hi havia 3 escoles elementals. Saint-Benoît-sur-Loire disposava d'un col·legi d'educació secundària amb 196 alumnes.

## Poblacions més properes
El següent diagrama mostra les poblacions més properes.

## Patrimoni cultural
- Abadia de Saint-Benoît-sur-Loire